# Powiat de Goleniów
Le powiat de Goleniów (en polonais : powiat goleniowski) est un powiat appartenant à la voïvodie de Poméranie occidentale dans le nord-ouest de la Pologne.

## Division administrative

Carte du powiat

Le powiat de Goleniów comprend 6 communes :
- 3 communes urbaines-rurales : Goleniów, Maszewo et Nowogard.
- 3 communes rurales : Osina, Przybiernów et Stepnica.